# Gonnehem
Gonnehem [ɡɔn(ə)ɛm] est une commune française située dans le département du Pas-de-Calais en région Hauts-de-France. Ses habitants sont appelés les Gonnehemois.
La commune fait partie de la communauté d'agglomération de Béthune-Bruay, Artois-Lys Romane qui regroupe 100 communes et compte 275 327 habitants en 2021.

## Géographie

### Localisation
Localisée dans l'est du département du Pas-de-Calais, Gonnehem est une commune de la vallée de la Clarence située, à vol d'oiseau, à 5 km au nord-ouest de la commune de Béthune (chef-lieu d'arrondissement).
Le territoire de la commune est limitrophe de ceux de neuf communes.
Les communes limitrophes sont Robecq, Chocques, Lillers, Mont-Bernanchon, Oblinghem, Vendin-lès-Béthune, Allouagne, Busnes et Hinges.

### Géologie et relief
La superficie de la commune est de 15,31 km2 ; son altitude varie de 17  à   44 mètres.

### Hydrographie
Le territoire de la commune est situé dans le bassin Artois-Picardie.
Il est traversé par sept cours d'eau :
- la Clarence, un cours d'eau naturel de 33 km, qui prend sa source dans la commune de Sains-lès-Pernes et se jette dans la Vieille Lys aval au niveau de la commune de Calonne-sur-la-Lys[4],[5] ;

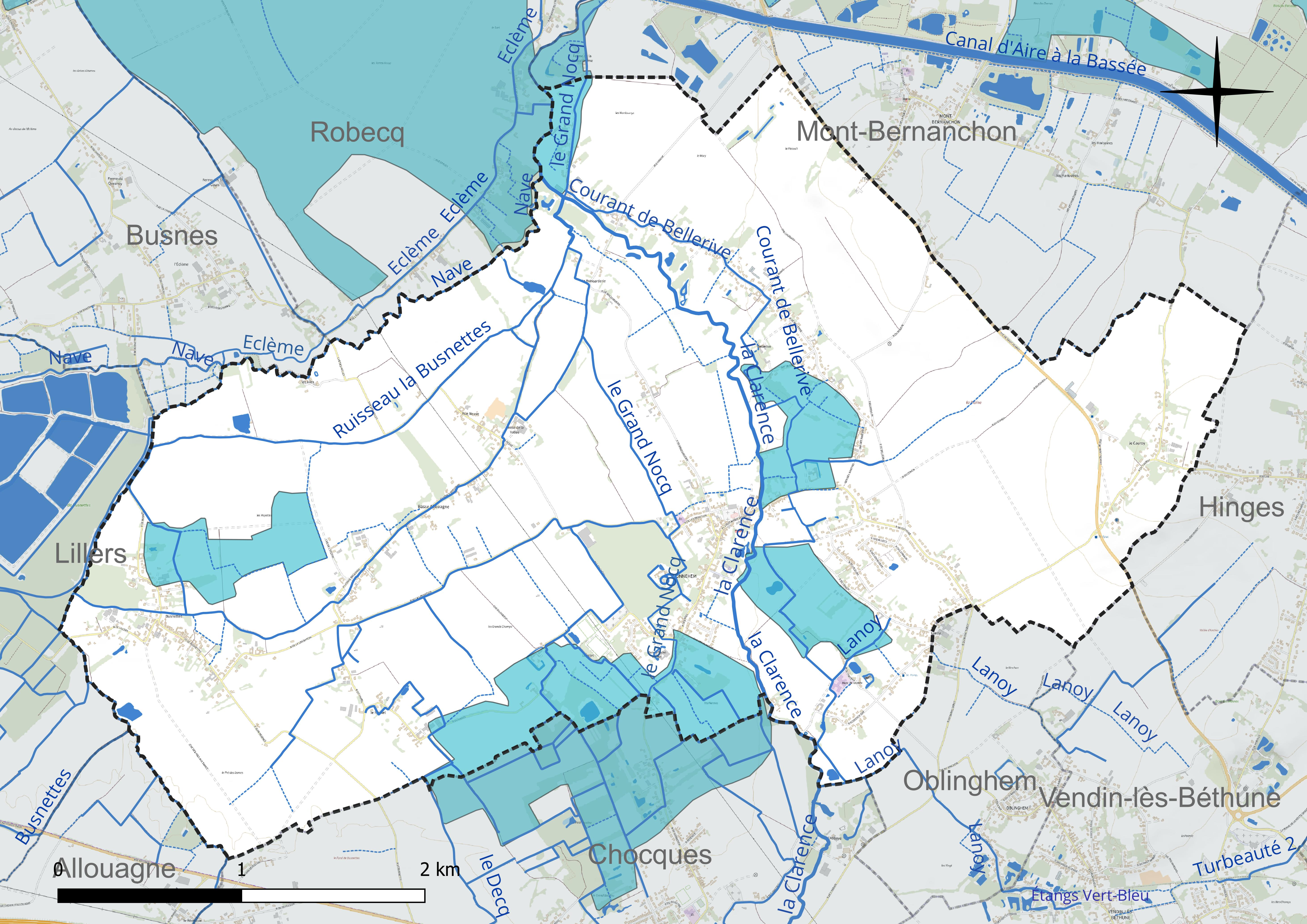
Réseau hydrographique de Gonnehem.

- la Nave, un cours d'eau naturel non navigable de 21,88 km, qui prend sa source dans la commune de Fontaine-lès-Hermans et se jette dans La Clarence au niveau de la commune de Robecq[6] ;
- le courant de Burbure, cours d'eau naturel de 13 km, qui prend sa source dans la commune de Floringhem et se jette dans l'Eclème au niveau de la commune de Busnes[7],[8] ;
- le Grand Nocq, cours d'eau naturel de 11 km, qui prend sa source dans la commune de Chocques et se jette dans la Clarence au niveau de la commune de Calonne-sur-la-Lys[9] ;
- le ruisseau la Busnettes, cours d'eau naturel de 8,34 km, qui prend sa source dans la commune d'Allouagne et se jette dans le Grand Nocq au niveau de la commune[10] ;
- le courant de Bellerive, cours d'eau naturel de 3,07 km, qui prend sa source dans la commune et se jette dans le Grand Nocq au niveau de la commune[11] ;
- l'Eclème, d'une longueur de 0,34 km[12].

### Climat
Pour des articles plus généraux, voir Climat des Hauts-de-France et Climat du Pas-de-Calais.
En 2010, le climat de la commune est de type climat océanique dégradé des plaines du Centre et du Nord, selon une étude du CNRS s'appuyant sur une série de données couvrant la période 1971-2000. En 2020, Météo-France publie une typologie des climats de la France métropolitaine dans laquelle la commune est exposée à un climat océanique et est dans la région climatique Côtes de la Manche orientale, caractérisée par un faible ensoleillement (1 550 h/an) ; forte humidité de l’air (plus de 20 h/jour avec humidité relative > 80 % en hiver), vents forts fréquents.
Pour la période 1971-2000, la température annuelle moyenne est de 10,5 °C, avec une amplitude thermique annuelle de 14 °C. Le cumul annuel moyen de précipitations est de 716 mm, avec 12,4 jours de précipitations en janvier et 9,1 jours en juillet. Pour la période 1991-2020, la température moyenne annuelle observée sur la station météorologique la plus proche, située sur la commune de Lillers à 6 km à vol d'oiseau, est de 11,1 °C et le cumul annuel moyen de précipitations est de 731,5 mm,. Pour l'avenir, les paramètres climatiques de la commune estimés pour 2050 selon différents scénarios d'émission de gaz à effet de serre sont consultables sur un site dédié publié par Météo-France en novembre 2022.

### Milieux naturels et biodiversité

#### Zone naturelle d'intérêt écologique, faunistique et floristique
L’inventaire des zones naturelles d'intérêt écologique, faunistique et floristique (ZNIEFF) a pour objectif de réaliser une couverture des zones les plus intéressantes sur le plan écologique, essentiellement dans la perspective d’améliorer la connaissance du patrimoine naturel national et de fournir aux différents décideurs un outil d’aide à la prise en compte de l’environnement dans l’aménagement du territoire.
Le territoire communal comprend une ZNIEFF de type 1 : le bois de Busnettes et bassins de Lillers, d’une superficie de 272 ha et d'une altitude variant de 20  à   28 mètres. Elle est constituée d'un marais traversé par la rivière de la Nave et le ruisseau des Busnettes, et composée en grande partie de milieux fortement anthropisés avec de vastes bassins de décantation et des peupleraies.

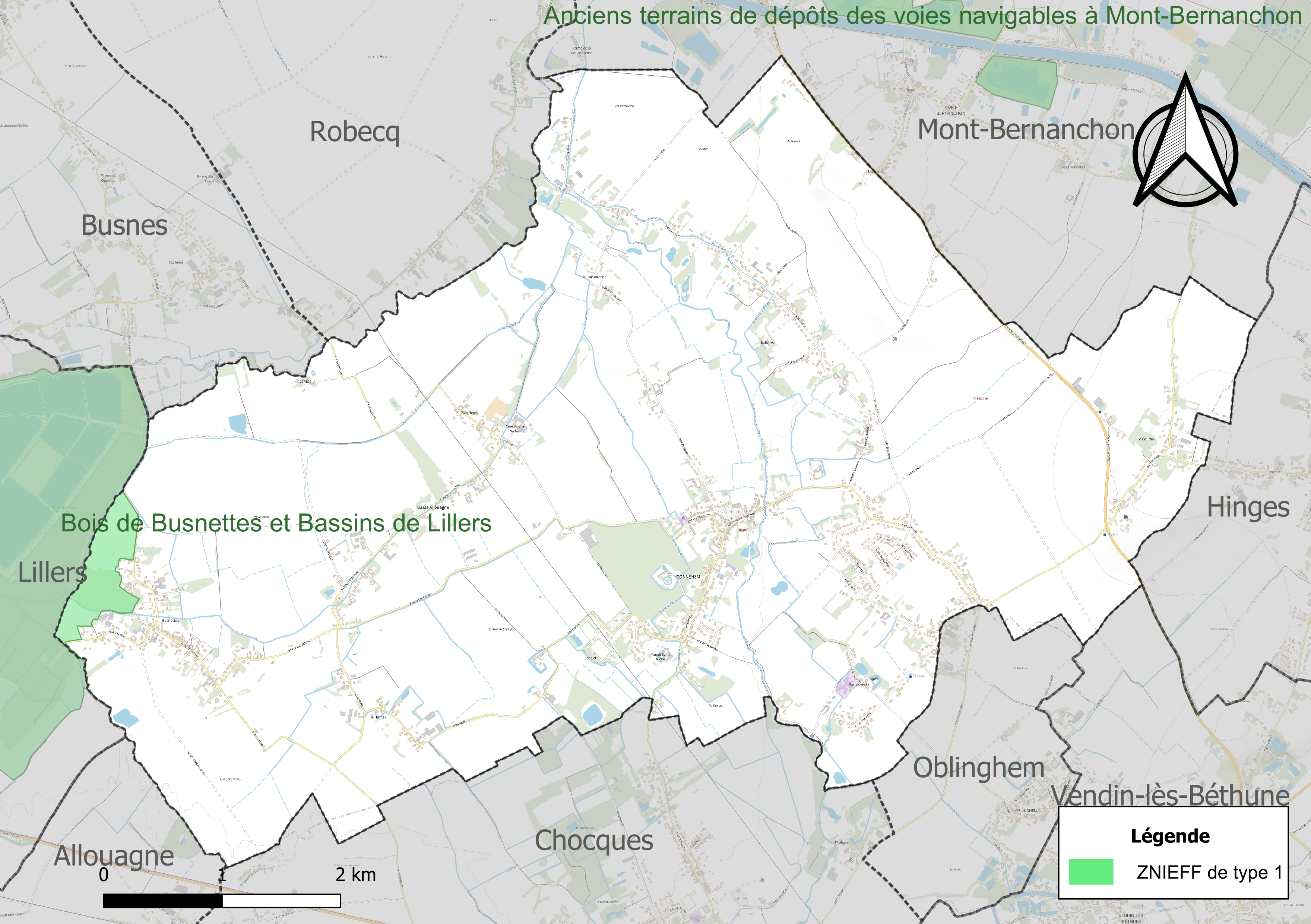
Carte de la ZNIEFF sur la commune.

#### Espèces faunistiques et floristiques
Le site de l’Inventaire national du patrimoine naturel (INPN) recense 450 espèces faunistiques et floristiques sur le territoire de la commune dont 89 protégées et 33 taxons (espèces et sous-espèces) menacées et quasi-menacées.

## Urbanisme

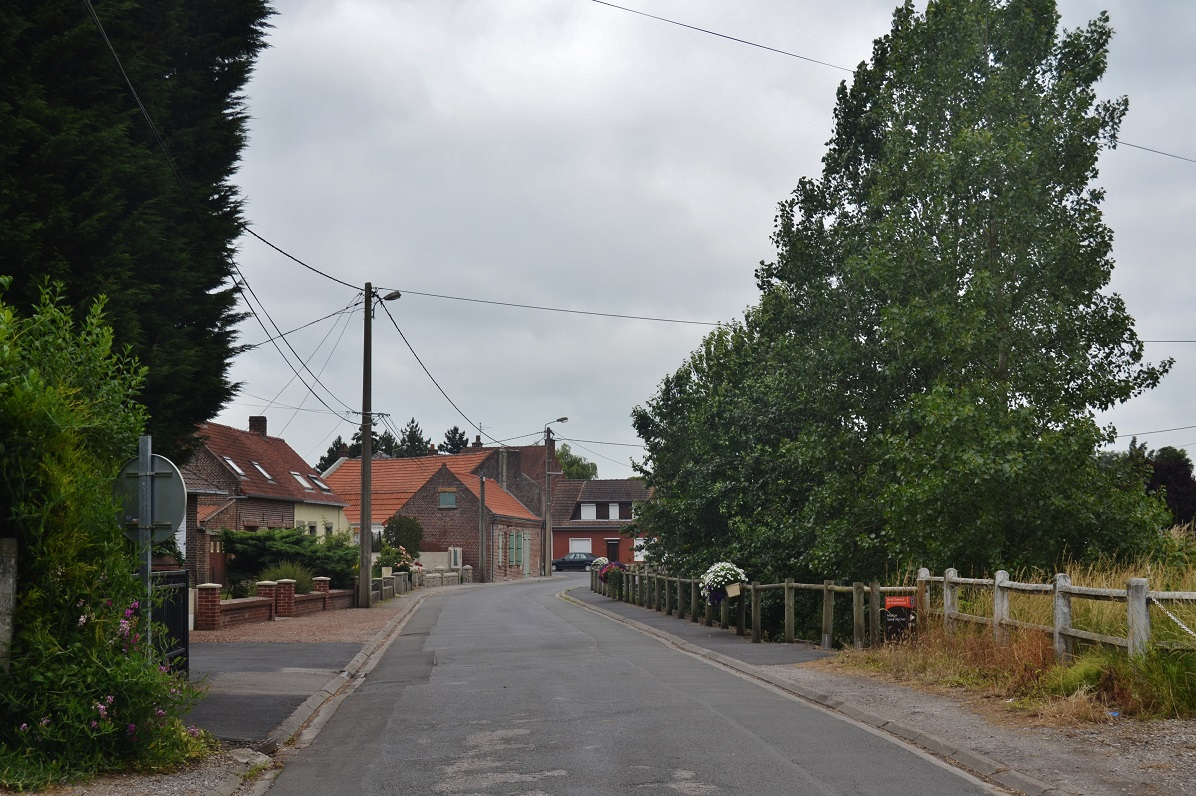
La commune.

### Typologie
Au 1er janvier 2024, Gonnehem est catégorisée commune rurale à habitat dispersé, selon la nouvelle grille communale de densité à sept niveaux définie par l'Insee en 2022.
Elle appartient à l'unité urbaine de Béthune, une agglomération inter-départementale regroupant 94  communes, dont elle est une commune de la banlieue,,. Par ailleurs la commune fait partie de l'aire d'attraction de Béthune, dont elle est une commune de la couronne,. Cette aire, qui regroupe 23 communes, est catégorisée dans les aires de 50 000 à moins de 200 000 habitants,.

### Occupation des sols
L'occupation des sols de la commune, telle qu'elle ressort de la base de données européenne d’occupation biophysique des sols Corine Land Cover (CLC), est marquée par l'importance des territoires agricoles (87,2 % en 2018), en diminution par rapport à 1990 (90,7 %). La répartition détaillée en 2018 est la suivante : 
terres arables (72,1 %), prairies (14,4 %), zones urbanisées (12,4 %), zones agricoles hétérogènes (0,8 %), forêts (0,4 %). L'évolution de l’occupation des sols de la commune et de ses infrastructures peut être observée sur les différentes représentations cartographiques du territoire : la carte de Cassini (XVIIIe siècle), la carte d'état-major (1820-1866) et les cartes ou photos aériennes de l'IGN pour la période actuelle (1950 à aujourd'hui).

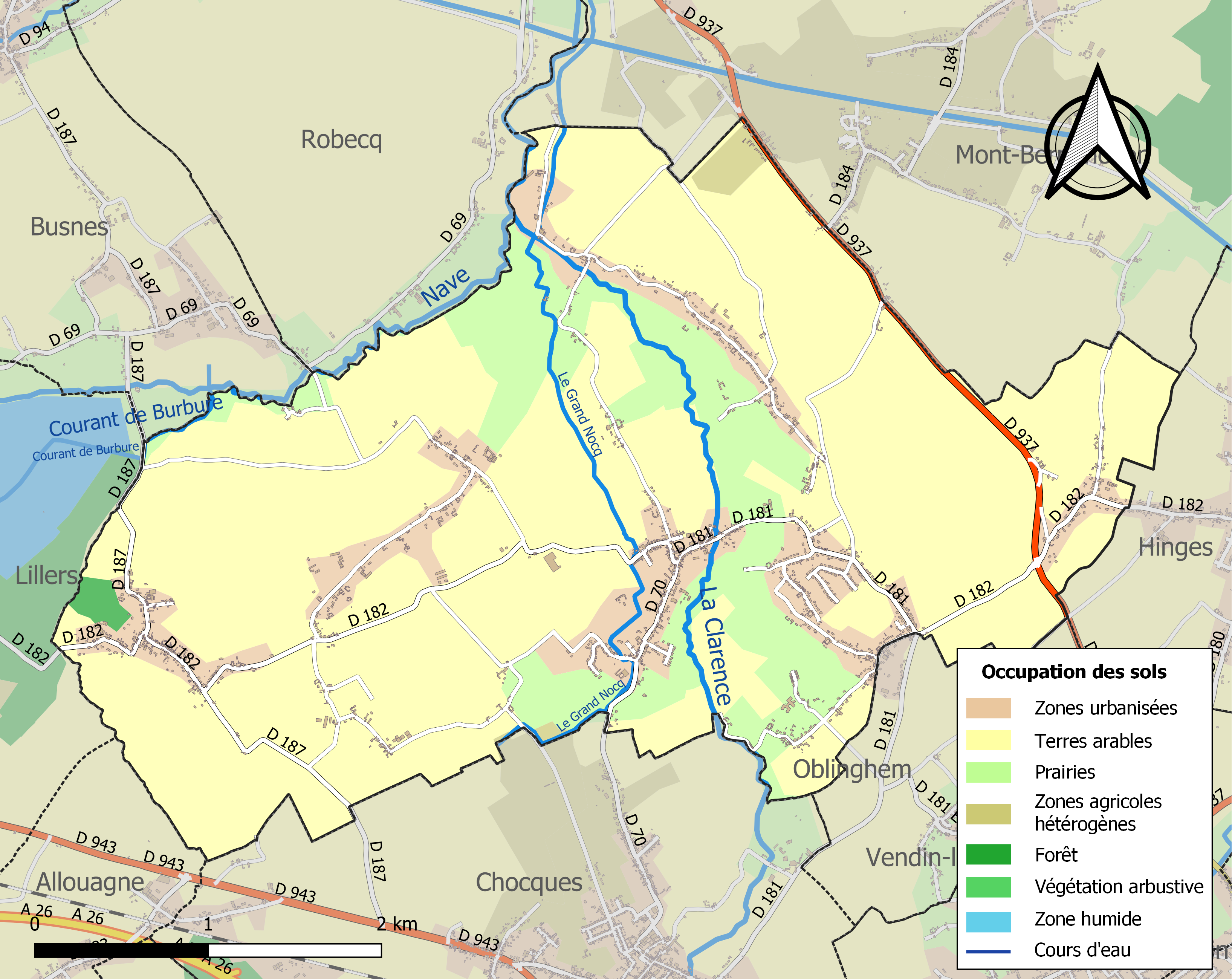
Carte des infrastructures et de l'occupation des sols de la commune en 2018 (CLC).

### Voies de communication et transports

#### Voies de communication
La commune est desservie par les routes départementales D 181, D 182 et D 937 et est située à 9 km de la sortie no 6 de l'autoroute A26, aussi appelée autoroute des Anglais, reliant Calais et Troyes.

#### Transport ferroviaire
La commune se trouve à 8 km, au nord-ouest, de la gare de Béthune, située sur les lignes d'Arras à Dunkerque-Locale et de Fives à Abbeville, desservie par des TGV inOui et des trains régionaux du réseau TER Hauts-de-France.

### Risques naturels et technologiques

#### Risque inondation
À la suite du passage des tempêtes Ciarán, Domingos et Elisa et des inondations et coulées de boue qui se sont produites, la commune est reconnue, par arrêté du 14 novembre 2023, en état de catastrophe naturelle pour inondations et coulées de boue sur la période du 2 au 12 novembre 2023, comme 179 autres communes du département.

## Toponymie
Le nom de la localité est attesté sous les formes Goneham en 1142 ; Godneham, Gonneham, Gonnea en 1163 ; Gothneham en 1179 ; Gothnehem en 1203 ; Gosnehem en 1226 ; Gonehem en 1276 ; Gosnain en 1290 ; Ghonehem en 1295 ; Gonehen en 1324 ; Gonhem en 1331 ; Gosnehen en 1354 ; Gonhen en 1469 ; Gonnehem en 1739; Gonnehem en 1793 ; Gonnehem depuis 1801.
Le terme germanique -hem se traduit par « maison, foyer » et / ou « domaine, groupe d'habitations ».

## Histoire
Le 14 juillet 1590, est rendue une sentence de noblesse pour Guislain du Mont, seigneur de Pacanet ou Pacavet, demeurant à Gonnehem. Il a pour armes « D'argent à une aigle de sable armée de gueules au chef d'or », qu'il dit être les armes d'Ardres (seigneurs d'Ardres? Ardres?).

### Première Guerre mondiale
La commune est décorée de la croix de guerre 1914-1918 par décret du 25 septembre 1920, distinction également attribuée à 276 autres communes du Pas-de-Calais.

## Politique et administration

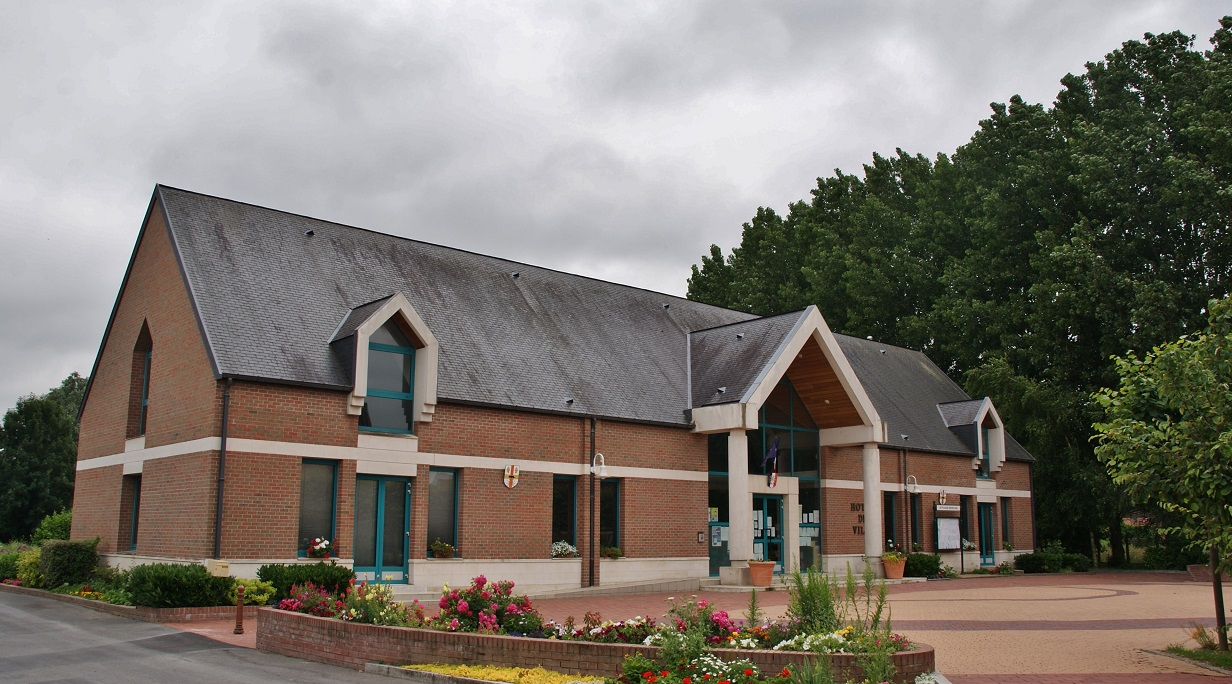
La mairie.

### Découpage territorial
La commune se trouve dans l'arrondissement de Béthune du département du Pas-de-Calais, depuis 1801.

#### Commune et intercommunalités
La commune est membre de la communauté d'agglomération de Béthune-Bruay, Artois-Lys Romane.

#### Circonscriptions administratives
La commune est rattachée au canton de Lillers, depuis 1801.

#### Circonscriptions électorales
Pour l'élection des députés, la commune fait partie de la neuvième circonscription du Pas-de-Calais.

### Élections municipales et communautaires

#### Liste des maires
| Période                                  | Période                    | Identité                    | Étiquette | Qualité |
| ---------------------------------------- | -------------------------- | --------------------------- | --------- | --- |
| Les données manquantes sont à compléter. |                            |                             |           | |
| ca 1837                                  |                            | Napoléon Désiré Beghin      |           | |
| Les données manquantes sont à compléter. |                            |                             |           | |
| 1862                                     | 1879 (décès)               | Charles Lenoir des Ardonnes |           | Propriétaire Conseiller d'arrondissement (1864 → 1874) Conseiller général du canton de Lillers (1874 → 1879)            |
| Les données manquantes sont à compléter. |                            |                             |           | |
|                                          |                            |                             |           | |
| 1947                                     |                            | Louis Delannoy              |           | |
| mars 1965                                | mars 1977                  | Maurice Crespin             |           | Employé |
| Les données manquantes sont à compléter. |                            |                             |           | |
| ca. 1983                                 | ?                          | André Delannoy              |           | |
| mars 2001                                | mars 2008                  | Françoise Delvoye           | DVD       | |
| mars 2008                                | En cours (au 12 mars 2022) | Bernard Delelis             | DVD       | Instituteur Président de la CC Artois-Lys (2014 → 2017) Réélu pour le mandat 2014-2020, Réélu pour le mandat 2020-2026, |

## Équipements et services publics

### Enseignement
La commune est située dans l'académie de Lille et dépend, pour les vacances scolaires, de la zone B.
Elle administre l'école primaire « les ptits Fouans - Jules Verne ».

### Justice, sécurité, secours et défense
La commune dépend du tribunal judiciaire de Béthune, du conseil de prud'hommes de Béthune, de la cour d'appel de Douai, du tribunal de commerce d'Arras, du tribunal administratif de Lille, de la cour administrative d'appel de Douai, du pôle nationalité du tribunal judiciaire de Béthune et du tribunal pour enfants de Béthune.

## Population et société

### Démographie
Les habitants de la commune sont appelés les Gonnehemois.

#### Évolution démographique
L'évolution du nombre d'habitants est connue à travers les recensements de la population effectués dans la commune depuis 1793. Pour les communes de moins de 10 000 habitants, une enquête de recensement portant sur toute la population est réalisée tous les cinq ans, les populations de référence des années intermédiaires étant quant à elles estimées par interpolation ou extrapolation. Pour la commune, le premier recensement exhaustif entrant dans le cadre du nouveau dispositif a été réalisé en 2004.

En 2022, la commune comptait 2 532 habitants, en évolution de −0,67 % par rapport à 2016 (Pas-de-Calais : −0,72 %, France hors Mayotte : +2,11 %).
| 1793  | 1800  | 1806  | 1821  | 1831  | 1836  | 1841  | 1846  | 1851  |
| ----- | ----- | ----- | ----- | ----- | ----- | ----- | ----- | ----- |
| 1 813 | 1 188 | 1 617 | 1 739 | 1 878 | 1 920 | 2 000 | 1 944 | 1 914 |

| 1856  | 1861  | 1866  | 1872  | 1876  | 1881  | 1886  | 1891  | 1896  |
| ----- | ----- | ----- | ----- | ----- | ----- | ----- | ----- | ----- |
| 1 836 | 1 869 | 1 846 | 1 833 | 1 906 | 1 811 | 1 752 | 1 693 | 1 609 |

| 1901  | 1906  | 1911  | 1921  | 1926  | 1931  | 1936  | 1946  | 1954  |
| ----- | ----- | ----- | ----- | ----- | ----- | ----- | ----- | ----- |
| 1 687 | 1 726 | 1 777 | 1 796 | 1 695 | 1 677 | 1 654 | 1 719 | 1 679 |

| 1962  | 1968  | 1975  | 1982  | 1990  | 1999  | 2004  | 2006  | 2009  |
| ----- | ----- | ----- | ----- | ----- | ----- | ----- | ----- | ----- |
| 1 701 | 1 755 | 1 740 | 1 805 | 2 172 | 2 139 | 2 235 | 2 252 | 2 364 |

| 2014  | 2019  | 2022  | - | - | - | - | - | - |
| ----- | ----- | ----- | - | - | - | - | - | - |
| 2 554 | 2 508 | 2 532 | - | - | - | - | - | - |

#### Pyramide des âges
En 2018, le taux de personnes d'un âge inférieur à 30 ans s'élève à 31,9 %, soit en dessous de la moyenne départementale (36,7 %). À l'inverse, le taux de personnes d'âge supérieur à 60 ans est de 25,9 % la même année, alors qu'il est de 24,9 % au niveau départemental.
En 2018, la commune comptait 1 219 hommes pour 1 303 femmes, soit un taux de 51,67 % de femmes, légèrement supérieur au taux départemental (51,50 %).
Les pyramides des âges de la commune et du département s'établissent comme suit.
| Hommes | Classe d’âge | Femmes |
| ------ | ------------ | ------ |
| 0,4    | 90 ou +      | 3,2    |
| 5,5    | 75-89 ans    | 9,0    |
| 17,1   | 60-74 ans    | 16,3   |
| 24,5   | 45-59 ans    | 22,2   |
| 20,5   | 30-44 ans    | 17,6   |
| 13,7   | 15-29 ans    | 12,3   |
| 18,3   | 0-14 ans     | 19,4   |

| Hommes | Classe d’âge | Femmes |
| ------ | ------------ | ------ |
| 0,5    | 90 ou +      | 1,6    |
| 5,6    | 75-89 ans    | 8,9    |
| 16,7   | 60-74 ans    | 18,1   |
| 20,2   | 45-59 ans    | 19,2   |
| 18,9   | 30-44 ans    | 18,1   |
| 18,2   | 15-29 ans    | 16,2   |
| 19,9   | 0-14 ans     | 17,9   |

## Culture locale et patrimoine

### Lieux et monuments

#### Monuments historiques
- L'église Saint-Pierre fait l’objet d’une inscription au titre des monuments historiques depuis le 6 novembre 1929[47]. Elle héberge 27 éléments patrimoniaux, répertoriés dans la base Palissy, classés ou inscrits au titre d'objet des monuments historiques, dont douze sont classés[48].
- Le manoir Saint-Michel appelé également manoir de Bron. Ce bâtiment (façades, toitures du corps de logis et douves comblées du manoir) fait l’objet d’une inscription au titre des monuments historiques depuis le 14 février 1995[49].

#### Autres lieux et monuments
- Gonnehem British Cemetery, le cimetière militaire britannique.
- Le cimetière militaire britannique de Bernanchon.
- Le monument aux morts[50].

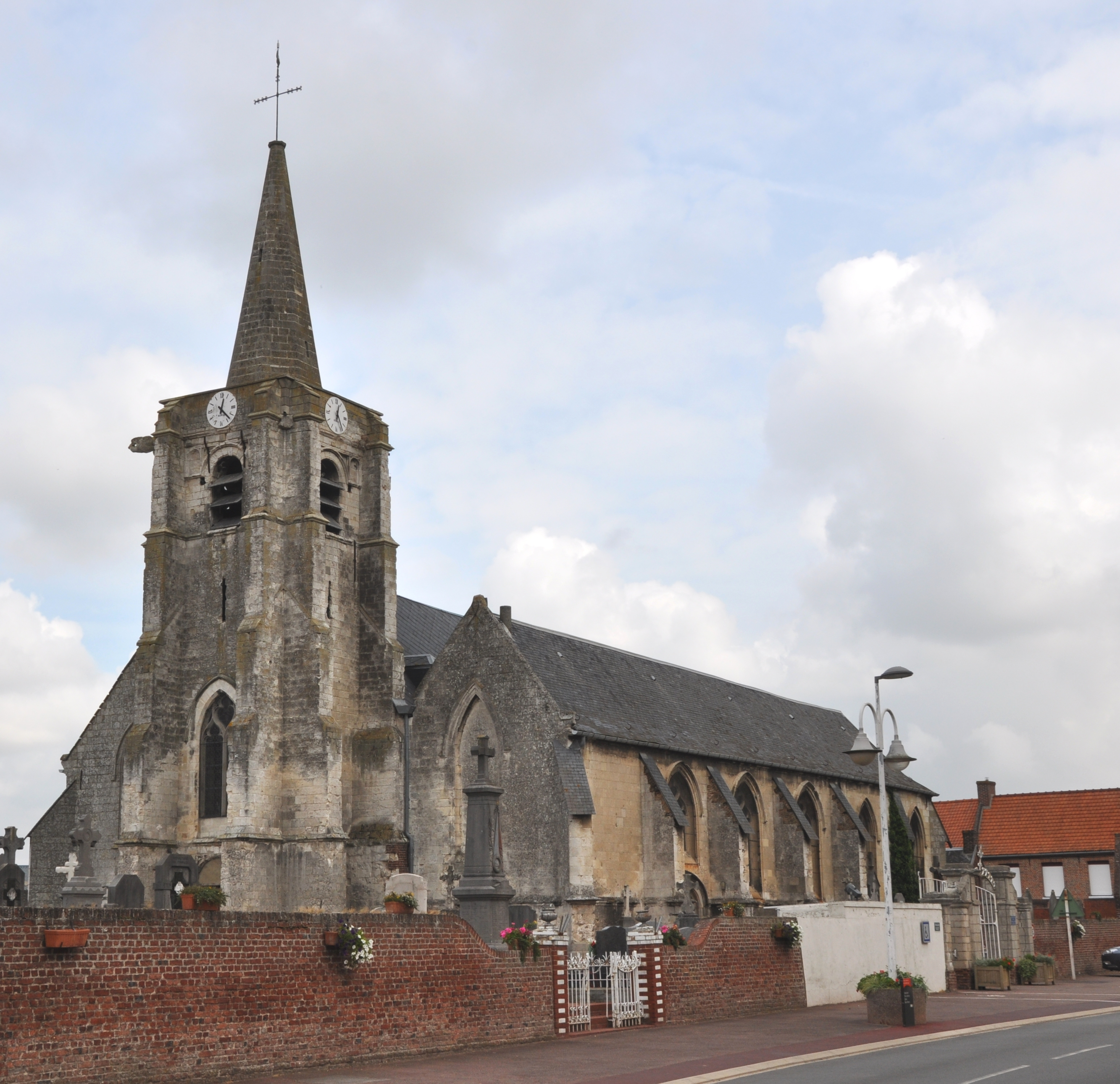
L'église Saint-Pierre.
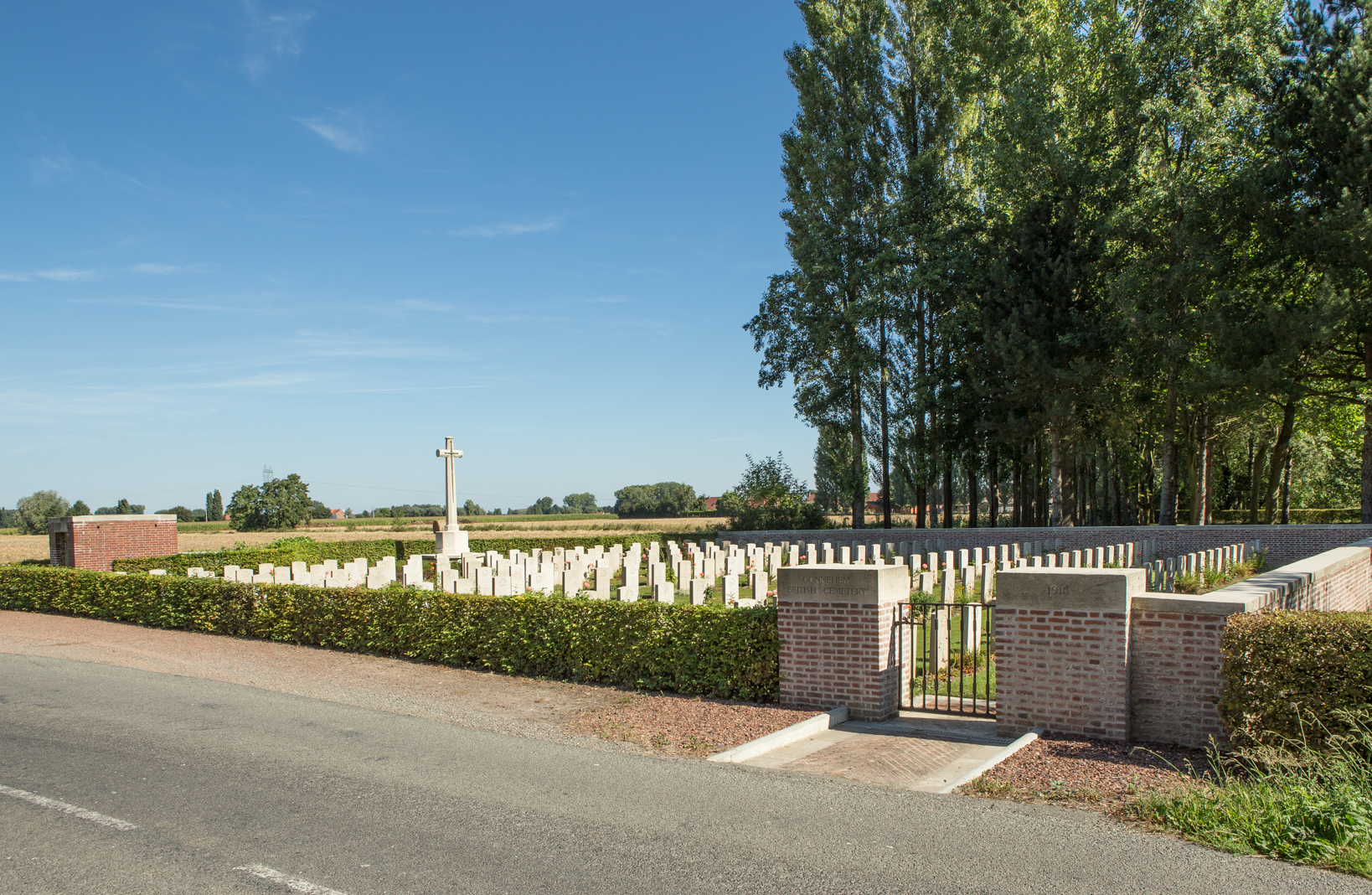
Le cimetière militaire britannique.
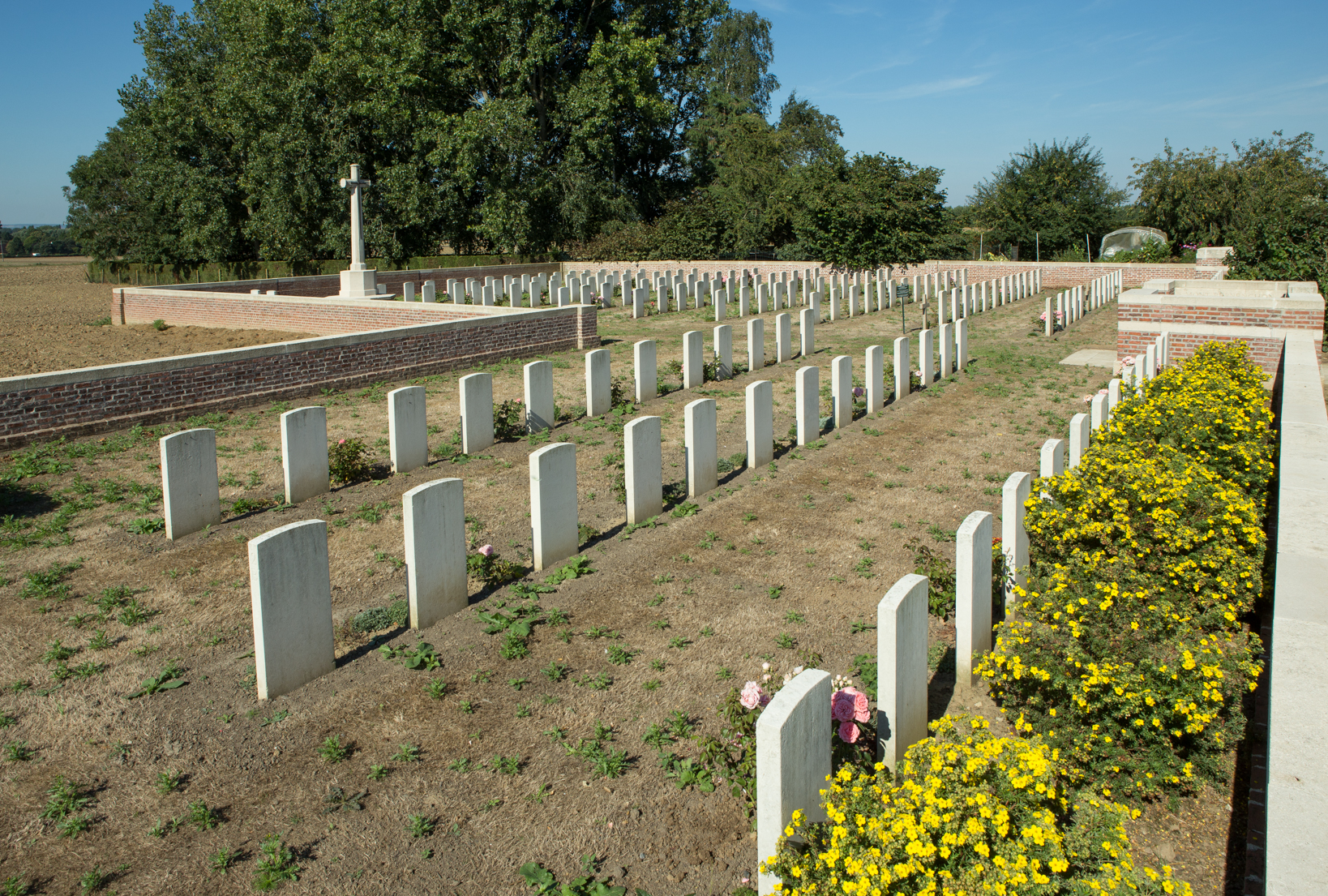
Le cimetière militaire britannique de Bernanchon.

### Personnalités liées à la commune
- Henri Delépine (1871-1956), prêtre catholique, professeur, compositeur, éditeur et maître de chapelle, né dans la commune.

### Héraldique
| Blason de Gonnehem | Blason  | D'azur au pal cousu de gueules accompagné en chef de deux fleurs de lis d'or et brochant en pointe sur un soleil du même, à la fasce d'or chargée d'un fouan [taupe] de sable, surbrochant le tout. |
| Blason de Gonnehem | Détails | Adopté par la municipalité en 1991. |

## Pour approfondir

#### Bases de données, dictionnaires et encyclopédies
- Ressources relatives à la géographie :   - Insee (communes)
  - Ldh/EHESS/Cassini
- Ressource relative à plusieurs domaines :   - Annuaire du service public français
- Notices d'autorité :   - BnF (données)